# Luigi Gallotta
Luigi Gallotta (Eboli, 11 maggio 1898 – Eboli, 20 febbraio 1995) è stato un fotografo italiano.

## Biografia
Luigi Gallotta aveva imparato a fotografare in giovanissima età con un piccolo apparecchio a cassetta Kodak. Partecipò alla prima guerra mondiale e alla disfatta di Caporetto. Al suo ritorno ad Eboli riprese a fotografare e nel 1922 fu incaricato di documentare le attività del Centro Allevamento Quadrupedi di Persano. Grazie al buon lavoro svolto, nel 1927 l’ing. Valsecchi, la cui impresa Farina-Valsecchi & C. aveva cominciato i lavori di costruzione della diga di Persano sul fiume Sele, gli affidò la documentazione dello stato di avanzamento dei lavori. 
A partire dal 1930 diventò il fotografo ufficiale dalla Federazione dei Fasci di Salerno per documentare tutte le attività promosse dal regime in città e nella sua provincia. Egli raccontò con le sue immagini le campagne bonificate dalla malaria e le opere realizzate in città con il nuovo piano urbanistico, come ad esempio lo stadio. Molte immagini sono dedicate ai giovani e allo sport, alla formazione ginnica e a quella militare, cui erano chiamati dal nuovo status di "impero" con la conquista delle colonie. Ad un occhio attento però non sfuggono certi dettagli: anche se le foto sono in bianconero, la tenuta sportiva dei giovani, maschi e femmine è solamente con maglietta bianca e pantaloncini neri ed inoltre, se lo scopo era quello di mostrare con quale entusiasmo i giovani italiani praticassero il salto con l'asta, il ciclismo, la corsa campestre e via dicendo, non sfuggono le misure che oggi farebbero sorridere. Tutto ciò dovuto probabilmente all'autarchia e alla povertà e all'impossibilità di offrire ai giovani cibi più ricchi di proteine. Gallotta documentò scrupolosamente la trasformazione del salernitano e rappresenta un Fondo fotografico di notevole importanza dal punto di vista storiografico e documentaristico. Il fondo, in realtà, si compone di immagini che vanno dalla fine dell'Ottocento agli anni Ottanta del nuovo secolo, raccoglie circa 45 000 fotografie tra lastre, negativi e positivi, in parte digitalizzati e già disponibili per la consultazione, come ha dichiarato la Sovrintendenza della Calabria e della Campania.
Nel 2020 si è tenuto un convegno sulla figura e sull'opera del fotografo dal titolo "Luigi Gallotta - Un uomo, un fotografo, un Cavaliere - Il ricordo a 25 anni dalla morte" presso la Biblioteca comunale di Eboli.

## Onorificenze
- 1927, Premio Internazionale di Fotografia a Budapest[1]